# Révolution (revue de Jacques Vergès)
Pour les articles homonymes, voir Révolution (homonymie).
Révolution est un mensuel maoïste fondé par l'avocat Jacques Vergès, et diffusé de 1963 à 1965.

## Eléments historiques
Le périodique est lancé en septembre 1963, au retour en France de Jacques Vergès, poussé à quitter en Algérie la direction de la revue Révolution africaine où il est remplacé par Mohammed Harbi. « Vergès, un renégat », s'exclame-t-on dans les colonnes du journal L'Humanité en apprenant ce lancement,. 
Le rédacteur en chef de l'édition française en est Nguyen Kien (pseudonyme de Ngô Manh Lan). C'est le premier journal maoïste diffusé en France,. Une édition en anglais, appelée African Revolution, paraît dès avril 1963, puis, est renommée, en juillet 1963, Africa-Latin America-Asia. Une édition en espagnol aurait également existé. Les premiers numéros sont publiés en Suisse, avant d'y être interdits. Siné et Régis Debray y participent.
La revue Révolution est financée en partie par le gouvernement chinois. Révolution soutient aussi bien la république populaire de Chine que le régime cubain et publie dans le numéro 2 un article d'Ernesto Guevara. En mars 1964, le numéro 7 est interdit en raison de la parution d'un article appelant à l'indépendance des DOM-TOM.
La publication cesse dès 1965. Le retour de Jacques Vergès en Algérie cette année-là, à la suite de la destitution du Président Ben Bella, met fin à la parution.